# Георги Смеденов
Георги Пеев Смеденов, по прякор Трънкин, е български хайдутин и борец за освобождение на България от османско владичество. Роден е в Сливен около 1828 г. След конфликт с турски пехливани става хайдутин, а по-късно и войвода на хайдушка чета в Сливенския балкан. В неговата чета се сражават Панайот Хитов, Желю Чернев и Хаджи Димитър.
Войводата през 1849 г. се присъединява към четата на Димитър Калъчлията и до 1856 г. участва във всичките нейни сражения. После тази чета се бие на страната на русите в Кримската война. След нейния край Георги се прибира в България и подновява борбата си. По същото време се отделя от Калъчлията и се връща в Сливен. Рано напролет през 1858 г. той отново събира дружина четници и започва да шета из Сливенско, Котленско, Еленско, Търновско и Новозагорско.
През есента войводата разпускал четата, а въоръжението заравяли на скришни места и се отправяли към Влашко или Добруджа за презимуване. Когато пукнела пролетта и дърветата се разлиствали четата се събирала отново за бой. Три години хайдутите прочистват тези места от подтисници, носещи направди и жестокости.
При Георги войвода получават бийно кръщение много бележити революционери, славни хайдути и войводи: Курти Янчев, Стоян Папазооглу, Панайот Хитов, Никола Аджема, Желю Чернев и Хаджи Димитър.
В края на август хайдутите правят засада на голяма турска потеря, която идва от Сливен в дол, наречен „Кална усоя“ по пътя между Беброво и Сливен. Сражението е спечелено от хайдутите.Георги Трънкин е убит през 1860 г. при сражение с турската потеря. След смъртта му, войвода на четата става Панайот Хитов.
Подвизите на Георги Трънкин са описани подробно в историческия роман „Бурята“, написан от Цончо Родев.